# 菲利浦·瓦茨 (造船师)
菲利浦·瓦茨爵士（Sir Philip Watts，1846年5月30日—1926年3月15日），英国舰船设计师，军舰工程师，以設計革命性的加護巡洋艦和無畏號戰艦而出名，吉野号也是他的作品。